# Британско-румынские отношения
Британско-румынские отношения — двусторонние дипломатические отношения между Великобританией и Румынией. Отношения были установлены в 1880 году. Государства являются членами Организации Объединённых Наций и НАТО. Румыния входит в Европейский союз, который Великобритания покинула в 2020 году. У Великобритании есть посольство в Бухаресте, а у Румынии в Лондоне. Румыния также имеет два генеральных консульства в Эдинбурге и Манчестере, а также пять почётных консульств, расположенных в Лидсе, Ньюкасле, Инвернессе, Ливерпуле и Бристоле. У Румынии также есть культурный институт в Лондоне. Великобритания оказала полную поддержку заявкам Румынии на вступление в Европейский Союз и НАТО.

## История
В 1588 году Пётр VI Хромой, князь Молдавского княжества, заключил торговый договор с Елизаветой I. Согласно договору, английские купцы могли вести свободную торговлю в стране, уплачивая лишь 3% таможенного налога от стоимости товаров, в отличие от 12% налога, которым облагались другие купцы.
На Берлинском конгрессе 1878 года Великобритания стремилась помочь Румынии в её стремлении отделиться от Османской империи. Британская и российская делегации заключили соглашение, по которому Румыния получала независимость на определённых условиях. Хотя Великобритании не удалось получить всё, что она хотела, ей удалось предотвратить российскую экспансию в Средиземноморье. Результатом стали хорошие отношения между Великобританией и Румынией.
Мария Эдинбургская, британская принцесса, внучка королевы Великобритании Виктории I, вышла замуж за наследного принца Румынии Фердинанда, впоследствии пара стала королём Фердинандом I и королевой Марией.

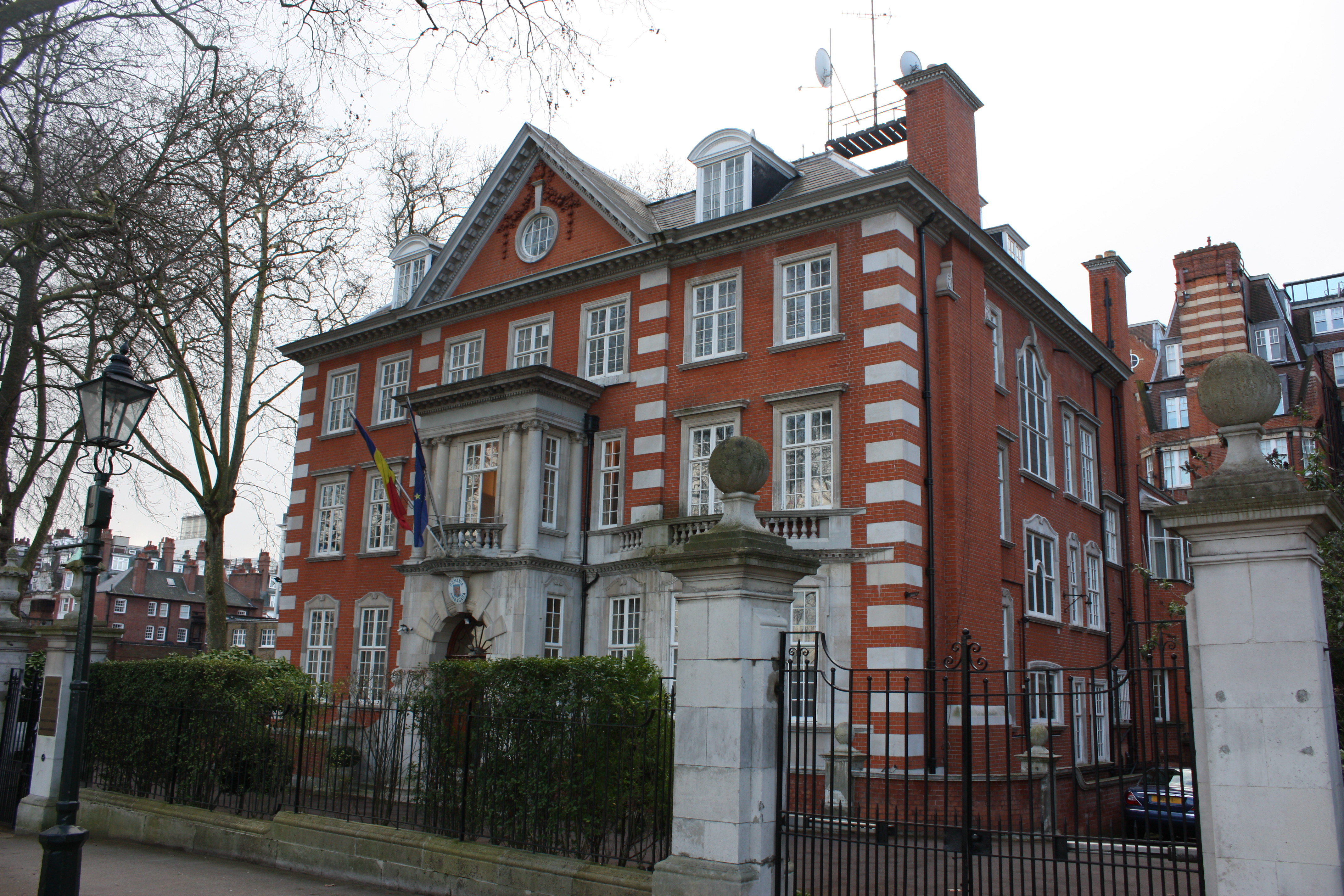
Посольство Румынии в Лондоне

В последние годы отношения между Великобританией и Румынией испортились из-за ксенофобских, по мнению некоторых, публикаций в британской прессе.
В июне 2023 года король Великобритании Карл III посетил Бухарест, что стало первым визитом любого правящего британского монарха в Румынию.

## Экономические отношения
Торговля между Великобританией и Румынией регулируется Соглашением о торговле и сотрудничестве между Европейским союзом и Великобританией с 1 января 2021 года.

### Компании
Королевский банк Шотландии работал в Румынии с 15 октября 2008 года по 31 декабря 2015 года.
Румынское подразделение британской компании Vodafone является вторым по величине оператором мобильной связи в стране.
Одним из самых известных румынских брендов в Великобритании является Dacia. Он имеет широкую дилерскую сеть по всей стране.

## Дипломатические представительства
- Румыния имеет посольство в Лондоне и генеральные консульства в Эдинбурге и Манчестере.
- Великобритания имеет посольство в Бухаресте.